# Filisparsa rustica
Filisparsa rustica är en mossdjursart som först beskrevs av d'Orbigny 1853.  Filisparsa rustica ingår i släktet Filisparsa och familjen Oncousoeciidae. Inga underarter finns listade i Catalogue of Life.